# Митинський цвинтар
Ми́тинський цвинтар, Ми́тинське кладовище (рос. Митинское кладбище) — один з найбільших некрополів Москви, знаходиться в Північно-західному адміністративному окрузі, в районі Митино.
Входить до складу Державного бюджетної установи «Ритуал». Діючий цвинтар. Поховання здійснюються в родинні могили труною, а також урною у землю та саркофаг. Можливі нові поховання у землю та колумбарій.

## Історія цвинтаря
Цвинтар був відкритий 15 вересня 1978 року рішенням Московської міської ради. Отримало назву від московського району Мітіно
. До складу московських цвинтарів увійшло у 1978 році, ведеться постійний архів по реєстрації похованих.
У 1985 році поряд з цвинтарем був побудований крематорій. Щодня в крематорії проводиться 20-30 кремацій. На цвинтарі відкритий колумбарій та мусульманська ділянка.
На території є Каплиця Покрови Пресвятої Богородиці.
На цвинтарі поховано 28 пожежних, які брали участь в ліквідації наслідків Чорнобильської аварії. На їх честь зведений монумент. У 1998 році побудована каплиця в ім'я ікони Божої Матері Всіх Скорботних.
Щороку 3 вересня о 10 годині ранку на Митінському цвинтарі запалюються тисячі свічок у пам'ять про загиблих в цей день 2004 року під час терористичного акту в місті Беслані. Тут поховані загиблі на місці трагедії в розважальному комплексі «Трансвааль-парк».

## Відомі особи, поховані на Митинському цвинтарі
- Абрамов Тихон Порфирійович (1901—1991) — радянський військовик, Герой Радянського Союзу.
- Александров Анатолій Петрович (1903—1994) — радянський фізик, фахівець з атомної фізики й енергетики.
- Багрич Дмитро Миколайович (1936—1980) — український радянський футболіст, захисник.
- Кибалко Василь Васильович (1918—1992) — радянський військовий льотчик, Герой Радянського Союзу.
- Сапега Юрій Миколайович (нар. 1 січня 1965 — пом. 29 вересня 2005) — радянський і російський волейболіст, тренер і спортивний менеджер. Майстер спорту СРСР міжнародного класу, заслужений тренер Росії.
- Корчмарюк Павло Сергійович (нар. 20 квітня 1920 — пом. 21 жовтня 2010) — радянський військовик часів Другої світової війни, гвардії капітан. Герой Радянського Союзу (1945).
- Куликовський Петро Григорович (нар. 13 червня 1910 — пом. 4 листопада 2003) — радянський астроном.
- Рябов Гелій Трохимович (нар. 1 лютого 1932 — пом. 14 жовтня 2015) — радянський і російський сценарист. Лауреат Державної премії СРСР (1978).
- Севела Юхим Євєлєвич (справжнє ім'я: Юхим Євєлєвич Драбкін, нар. 8 березня 1928 — пом. 19 серпня 2010) — радянський і російський кінодраматург, режисер.
- Сибіряков Едуард Федорович (1941 —2004) — радянський волейболіст, дворазовий олімпійський чемпіон.
- Телегіна Валентина Петрівна (1915 —1979) — радянська і російська акторка театру і кіно. Заслужена артистка РРФСР (1961). Народна артистка Росії (1974).
- Чурбанов Юрій Михайлович (нар. 11 листопада 1936 — пом. 7 жовтня 2013) — заступник міністра внутрішніх справ СРСР (1977–1980), перший заступник міністра внутрішніх справ СРСР (1980—1985), заступник начальника ГУ Внутрішніх військ МВС СРСР (1985 — 1986). Генерал-полковник (1981–1988). Чоловік доньки Генерального секретаря ЦК КПРС Л. Брежнєва, Галини.
- Рудінштейн Марк Григорович (1946 -2021) - радянський і російський продюсер, актор та кінокритик.

Ліквідатори аварії на ЧАЕС
- Ващук Микола Васильович (нар. 5 червня 1959 — пом. 14 травня 1986) — ліквідатор аварії на Чорнобильській АЕС. Герой України.
- Ігнатенко Василь Іванович (нар. 13 березня 1961 — пом. 13 травня 1986) — ліквідатор аварії на Чорнобильській АЕС. Герой України.
- Кібенок Віктор Миколайович (нар. 17 лютого 1963 — пом. 11 травня 1986) — ліквідатор аварії на Чорнобильській АЕС 1986 року. Герой Радянського Союзу (1986, посмертно)[1].
- Правик Володимир Павлович (нар. 13 червня 1962 — пом. 11 травня 1986) — ліквідатор аварії на Чорнобильській АЕС[2].
- Титенок Микола Іванович (нар. 5 грудня 1962 — пом. 16 травня 1986) — ліквідатор аварії на Чорнобильській АЕС. Герой України.
- Тішура Володимир Іванович (нар. 15 грудня 1959 — пом. 10 травня 1986) — ліквідатор аварії на Чорнобильській АЕС. Герой України.

## Час роботи
Щодня з 9.00 до 19.00 у літній період (з 1 травня по 20 вересня), з 9.00 до 17.00 у зимовий період (з 1 жовтня по 30 квітня).
Поховання на цвинтарі здійснюються щодня з 9 до 17 годин.